# Нджесуті
Нджесуті (англ. Njesuthi) — найвища точка Драконових гір, висота гори становить 3 408 м. Гора розташована на кордоні з Лесото і Південно-Африканською провінцією КваЗулу-Наталь, та є найвищою точкою ПАР.